# Disquiet
Disquiet è il quattordicesimo album in studio del gruppo musicale nordirlandese Therapy?, pubblicato nel 2015.

## Tracce
Testi e musiche di Andrew James Cairns, eccetto dove indicato.

1. Still Hurts – 2:57
2. Tides – 3:35
3. Good News Is No News – 3:42
4. Fall Behind – 2:55
5. Idiot Cousin – 3:03
6. Helpless Still Lost – 4:40
7. Insecurity – 4:10
8. Vulgar Display of Powder (Cairns, Michael McKeegan, Neil Cooper) – 3:45
9. Words Fail Me (Cairns, Michael McKeegan, Neil Cooper) – 2:38
10. Torment Sorrow Misery Strife – 3:16
11. Deathstimate – 7:00

- Tracce Bonus - Restless Edition

1. Armed With Anger
2. Demons Demons
3. Electricity
4. If You're Driving Pull Over
5. Slippies
6. Smile Or Die
7. We Kill People

## Formazione
- Andy Cairns – voce, chitarra
- Neil Cooper – batteria
- Michael McKeegan – basso, voce

## Classifiche
| Classifica (2015) | Posizione raggiunta |
| ----------------- | ------------------- |
| Regno Unito       | 79                  |